# Алкет I Македонски
Алкет I (на старогръцки: Ἀλκέτας ὁ Μακεδὼν) от династията Аргеади е цар на Древна Македония през 576 – 547 г. пр. Хр. и син на цар Ероп I.
След 29 години управление той умира и на трона идва неговият син Аминта I.